# Karaköy, Çeşme
Karaköy là một xã thuộc huyện Çeşme, tỉnh İzmir, Thổ Nhĩ Kỳ. Dân số thời điểm năm 2010 là 7 người.